# Negombo
Negombo je pobřežní město město na Srí Lance. Nachází se asi 35 kilometrů severně od města Colomba. Žije zde přes 120 000 obyvatel. 

## Ekonomika
Ekonomika města je postavena na turismu a rybolovu.

## Náboženství
Jedná se o nábožensky rozmanité město. Žijí zde komunity křesťanů, buddhistů, muslimů a hinduistů. Pozůstatkem koloniální éry je poměrně silná pozice římského katolicismu.

## Galerie

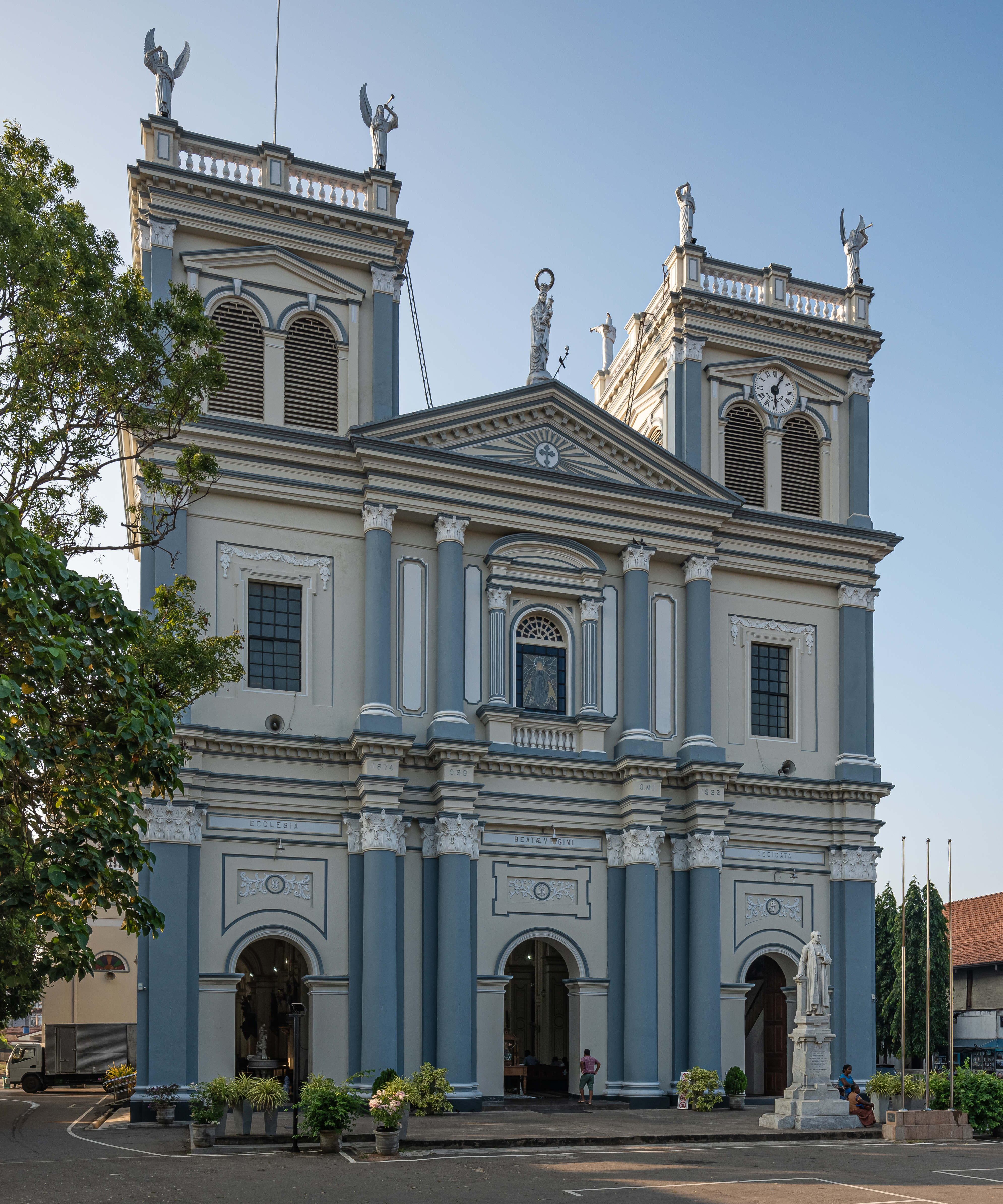
Kostel Panny Marie v Negombu
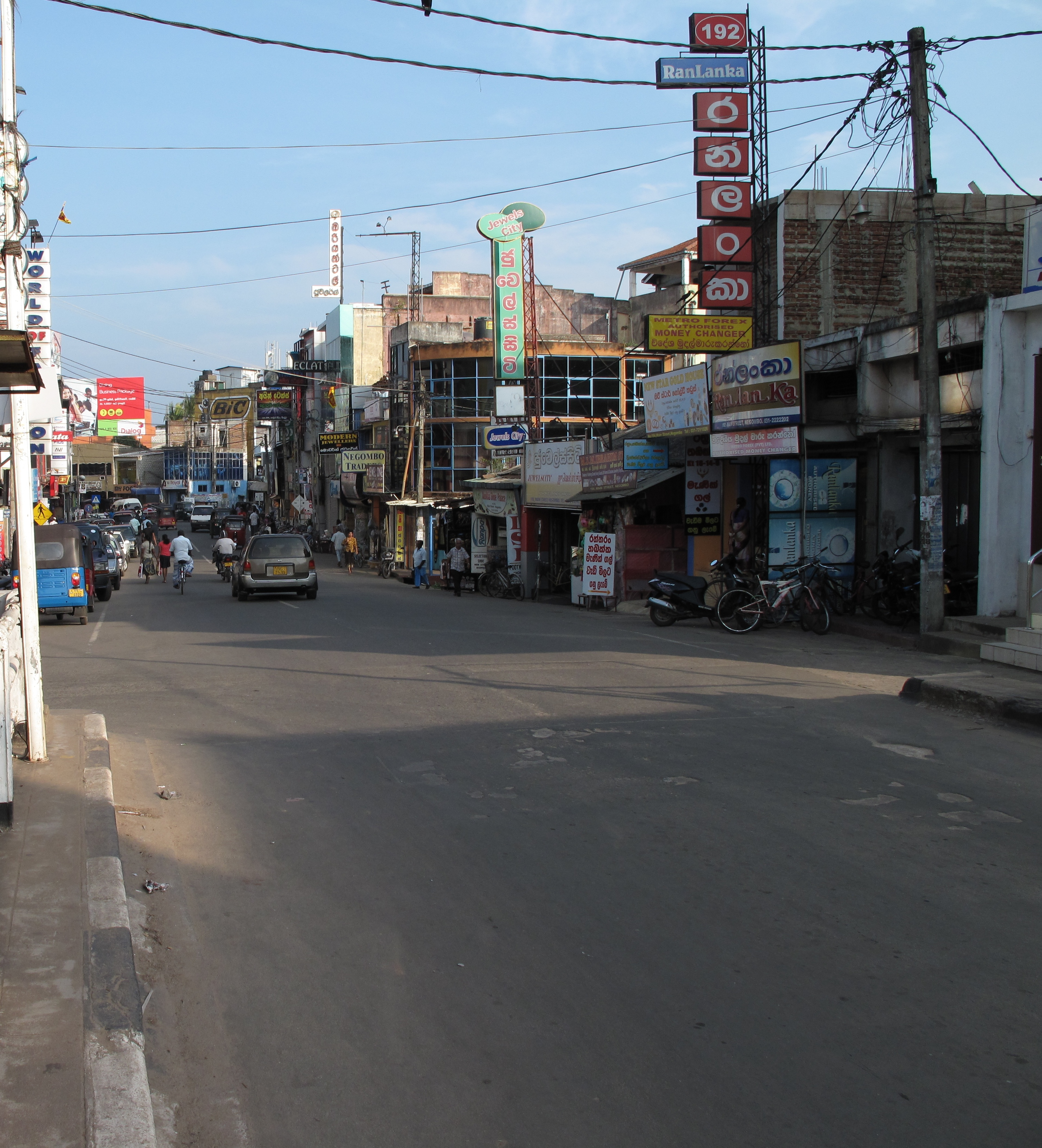
Ulice v Negombu
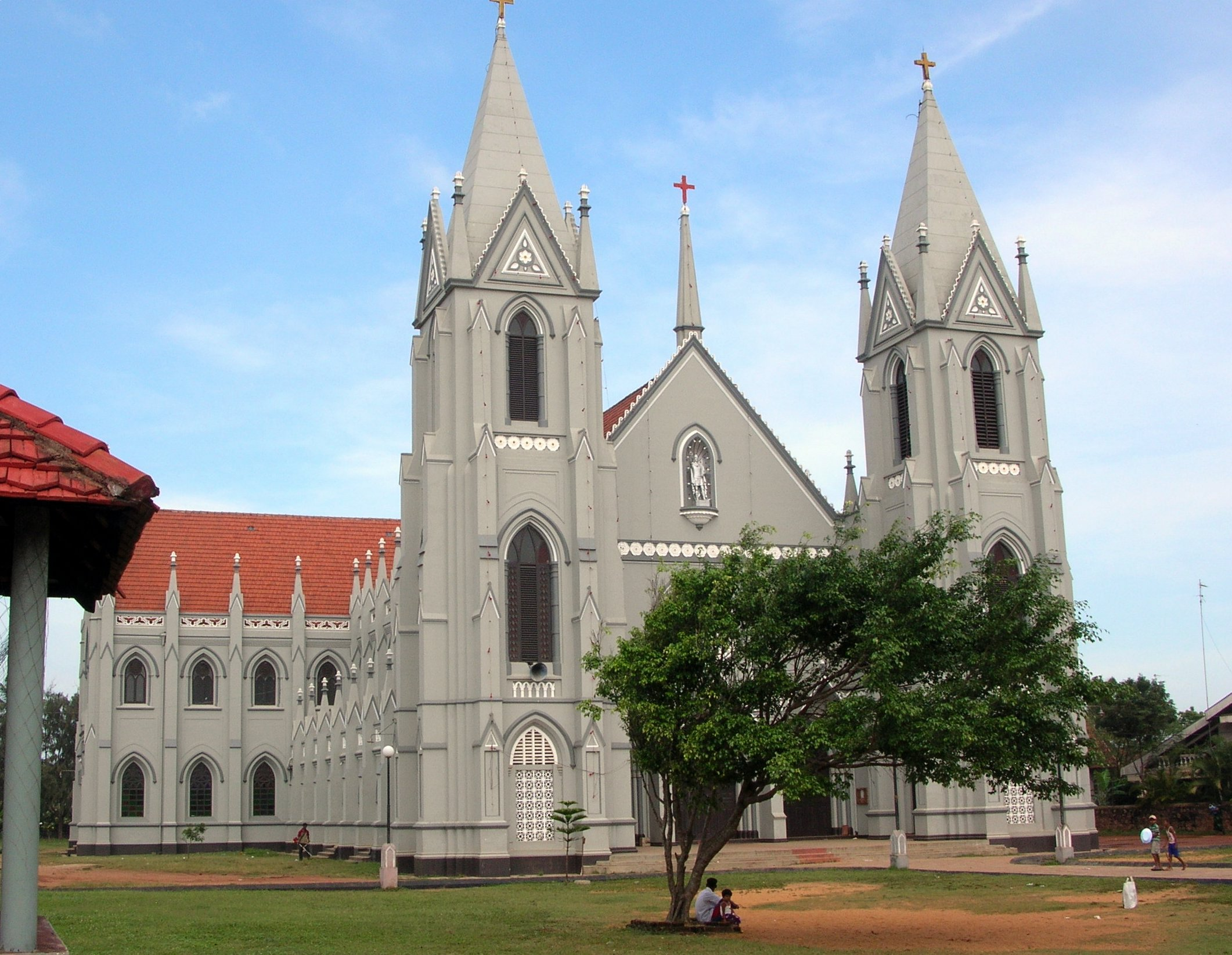
Kostel svatého Šebestiána, patrona města v Negombu